# Wolsey (Dakota du Sud)
Pour les articles homonymes, voir Wolsey.
Wolsey est une municipalité américaine située dans le comté de Beadle, dans l'État du Dakota du Sud.
Fondée en 1882, la localité doit son nom au cardinal Thomas Wolsey.

## Démographie
| 1900 | 1910 | 1920 | 1930 | 1940 | 1950 |
| ---- | ---- | ---- | ---- | ---- | ---- |
| 122  | 436  | 510  | 455  | 410  | 391  |

| 1960 | 1970 | 1980 | 1990 | 2000 | 2010 |
| ---- | ---- | ---- | ---- | ---- | ---- |
| 354  | 436  | 437  | 442  | 418  | 376  |

Selon le recensement de 2010, Wolsey compte 376 habitants. La municipalité s'étend sur 2,3 milles carrés (5,96 km2).